# Calendulauda alopex
A Calendulauda alopex a verébalakúak (Passeriformes) rendjébe, ezen belül a pacsirtafélék (Alaudidae) családjába tartozó faj.

## Rendszerezése
A fajt Richard Bowdler Sharpe angol ornitológus írta le 1890-ben, a Mirafra nembe Mirafra alopex néven.

## Alfajai
- Calendulauda alopex alopex (Sharpe, 1890) – észak-Szomália, kelet-Etiópia;
- Calendulauda alopex intercedens (Reichenow, 1895) – kelet- és dél-Etiópia, északnyugat és délnyugat-Szomália, kelet-Uganda, Kenya, észak-Tanzánia.

## Előfordulása
Kelet-Afrikában, Etiópia, Kenya, Szomália, Tanzánia és Uganda területén honos. Természetes élőhelyei a szubtrópusi és trópusi száraz füves puszták, cserjések és szavannák. Állandó, nem vonuló faj.

## Megjelenése
Testhossza 16 centiméter.

## Életmódja
Rovarokkal és magvakkal táplálkozik, melyet a talajon keresgél.

## Szaporodása
Márciustól júniusig költ.

## Természetvédelmi helyzete
Az elterjedési területe rendkívül nagy, egyedszáma pedig stabil. A Természetvédelmi Világszövetség Vörös listáján nem fenyegetett fajként szerepel.